# Lévrier
Lévrier is een historisch Belgisch merk van lichte motorfietsen en bromfietsen.
De bedrijfsnaam was "Maison Gobbe Frères SPRL". Het was gevestigd in Brussel.
Er werden in 1951 en 1952 lichte motorfietsen met 98cc-Sachs-tweetaktmotor geproduceerd, maar ook bromfietsen met een 50cc-Victoria-blokje. Mogelijk werden ook fietsen met de Victoria-zijboordmotor gemaakt.